# Estadio Latinoamericano
Das Estadio Latinoamericano (spanisch für Lateinamerikanisches Stadion) ist ein Baseballstadion in der kubanischen Hauptstadt Havanna. Es wurde 1946 unter dem Namen Estadio del Cerro eröffnet und fasste zunächst 31.000 Zuschauer. 1971 wurde die Kapazität auf 55.000 Plätze ausgeweitet.
Baseballspiele der Panamerikanischen Spiele 1991 wurden ebenso im Estadio Latinoamericano ausgetragen wie 1999 ein Freundschaftsspiel zwischen der kubanischen Baseball-Nationalmannschaft und den Baltimore Orioles von Major League Baseball MLB aus den USA. Im Jahr 2006 wurde unter anderem in diesem Stadion die amerikanische Qualifikation für das Baseballturnier bei den Olympischen Sommerspielen 2008 in Peking ausgetragen. Hierbei qualifizierten sich Kuba und die Vereinigten Staaten.
Neben Sportveranstaltungen wird das Stadion auch für politische Großveranstaltungen genutzt.
Die Kubanische Baseball Hall of Fame befindet sich ebenfalls in dem Stadion.